# Татяна Прончишчева
Татяна Фьодоровна Прончишчева (на руски: Татьяна Фёдоровна Прончищева, по баща Кондирева) е първата жена полярен изследовател на Арктика. Участва във Великата северна експедиция с ръководител Василий Прончишчев – неин съпруг.

## Биография
Родена е преди 1713 г. в село Берьозово, Тулска област. Баща ѝ е адвокатът Фьодор Степанович Кондирев, а майка ѝ е Василиса Петровна Нелюбова (Кондирева). По време на Северната война баща ѝ участва в защитете на Санкт Петербург от атаките на шведския флот и участва в изграждането на корабостроителници на руския флот. Според едни източници след смъртта му семейството живее в Берьозово, а според други – на остров Котлин, където Фьодор Кондирев получава земя за заслуги към държавата през август 1712 г. Запознанството ѝ с бъдещия си съпруг Василий Прончищев, според едни източници става в детска възраст, защото имението на баща му се намира в близост до Берьозово. Според други – се запознават, когато Кондиреви се заселват на остров Котлин. На 20 май 1733 г. се женят, през юни се преместват в Москва, а няколко дни по-късно тръгват с Великата северна експедиция за Сибир.
Ленско-Енисейският отряд под ръководството на Василий Прончишчев има за цел да проучи крайбрежието на Северния ледовит океан от устието на река Лена до устието на река Енисей. През август 1736 г. започва пътуване и достигат до залива Хатанга, след което се отправят по източния бряг на Таймир на север, достигайки 77° 25' с.ш., но скоро поради заледяване, блокиращо пътя, Прончишчев е принуден да се върне за презимуване в устието на река Оленьок. На 29 август 1736 г., докато плава с цел разузнаване на лодка Василий Прончишчев, си чупи крака. Връщайки се, на път към кораба, губи съзнание и умира от емболия. Това става известно през 1999 г., когато е открит гроба му. Дотогава се смята, че е починал от скорбут.
На 12 септември 1736 г. по неизвестни причини Татяна Прончишчева умира.
Татяна Прончишчева участва тайно в експедицията. Тя не се споменава в докладите на нейния съпруг и на навигатора Семьон Челюскин, както и на ръководителите на експедициите Витус Беринг и Алексей Чириков. Дори при споменаването на смъртта ѝ в бордовия дневник на кораба „Якутск“ не се посочва нейното лично име.
През 1913 г. носът на входа на един от безименните заливи по онова време на източния бряг на полуостров Таймир е наречен от експедицията на Борис Вилкицки в нейна и е отбелязана на картата като „м. Прончищева". Обозначение на картата „м. Прончишчева“ (нос Прончишчева) се възприема като принадлежащ към близък залив при подготовката на издаването на карта и се превръща в залив М. Прончищева. През 1921 г. „М“ е разшифровано като „Мария“. Съответно дълго време Мария се счита за личното име на съпруга на Василий Прончищев. Името ѝ е установено през 1983 г. от В. В. Богданов в документи от Централния държавен архив за древни документи.
Гробът ѝ е оцелял и до днес. През 1875 г. той е открит от геолога Александър Чекановски. През 1893 г. Е. В. Тол, а през 1921 г. хидрографът Н. И. Евгенов възстановяват кръста на него. Днес гробницата, до която са разположени полярната станция и село Уст Оленьок, е внимателно пазена като исторически паметник.
През 1999 г. експедицията на Института по археология на Руската академия на науките и Клуб „Приключение“ на Дмитрий Шпаро ексхумират и възстановяват останките на двамата съпрузи. По време на тази работа е извършена реконструкция на лицата им, нарисувани са портрети и са установени причините за смъртта на Василий Прончишчев.

## Почит
На името на Татяна Прончищева са наречени:
- бухта Мария Прончищева в море Лаптеви;
- Прончищева планина (112 m) на полуостров Таймир;
- полуостров Мария Прончищева;
- полярната станция в бухтата Мария Прончищева;
- в Якутск е издигнат паметник на семейство Прончищеви;
- паметна плоча на Алеята на славата в Дубна;
- през 2017 г. е създаден филмът „Първият“, който е за живота и делото на Василий и Татяна.

- Снимка на гробът ѝ (фотография от 1921 г.)